# Ctesippus
Ctesippus (ook: Ktesippos) is een naam uit de Griekse mythologie en kan op drie personen slaan:
- De zoon van Polytherses uit Same en een van de vrijers van Penelope. Hij werd gedood door Philoetius, de herder van Odysseus.[1]
- De zoon van Herakles en Deianeira.[2]
- De zoon van Herakles en Astydameia.[2]